# Lyrische Stücke
Die Lyrischen Stücke von Edvard Grieg sind eine Sammlung von 66 Klavierstücken (solo), welche innerhalb von 38 Jahren in 10 Heften erschienen. Sie gehören zu seinen bekanntesten Werken. Nach Worten des Pianisten Andrei Gawrilow sind die Lyrischen Stücke „eine ganz eigene Art von Tagebuch, das Grieg zeit seines Lebens führte, oder ein Bekenntnis, denn sie spiegeln intimste Momente aus dem Leben des Komponisten“.

## Gliederung und Bezeichnung
Buch 1, Op. 12 (komponiert 1863–1867 (?), veröffentlicht 1867)
- Nr. 1, Arietta
- Nr. 2, Valse
- Nr. 3, Vektersang (Wächterlied)
- Nr. 4, Alfedans (Elfentanz)
- Nr. 5, Folkevise (Volksweise)
- Nr. 6, Norsk (Norwegisch)
- Nr. 7, Albumblad (Albumblatt)
- Nr. 8, Fedrelandssang (Vaterländisches Lied)

Buch 2, Op. 38 (komponiert und veröffentlicht 1883)
- Nr. 1, Berceuse
- Nr. 2, Folkevise (Folksweise)
- Nr. 3, Melodie
- Nr. 4, Halling (Norwegischer Tanz)
- Nr. 5, Springdans (Springtanz)
- Nr. 6, Elegie
- Nr. 7, Valse
- Nr. 8, Kanon

Buch 3, Op. 43 (komponiert und veröffentlicht 1886)
- Nr. 1, Sommerfugl (Schmetterling)
- Nr. 2, Ensom vandrer (Einsamer Wanderer)
- Nr. 3, I hjemmet (In der Heimat)
- Nr. 4, Liten fugl (Vögelein)
- Nr. 5, Erotikk (Erotik)
- Nr. 6, Til våren (An den Frühling)

Buch 4, Op. 47 (komponiert 1886–1888, veröffentlicht 1888)
- Nr. 1, Valse-Impromptu
- Nr. 2, Albumblad (Albumblatt)
- Nr. 3, Melodi (Melodie)
- Nr. 4, Halling (Norwegischer Tanz)
- Nr. 5, Melankoli (Melancholie)
- Nr. 6, Springtanz (Springtanz; ursprünglich von 1872, überarbeitet 1888)
- Nr. 7, Elegie

Buch 5, Op. 54 (komponiert 1889–1891, veröffentlicht 1891)
- Nr. 1, Gjetergutt (Hirtenknabe)
- Nr. 2, Gangar (Norwegischer Bauernmarsch)
- Nr. 3, Trolltog (Zug der Zwerge)
- Nr. 4, Notturno
- Nr. 5, Scherzo
- Nr. 6, Klokkeklang (Glockengeläute)

Buch 6, Op. 57 (komponiert 1890 (?)–1893, veröffentlicht 1893)
- Nr. 1, Svundne dager (Entschwundene Tage)
- Nr. 2, Gade
- Nr. 3, Illusjon (Illusion)
- Nr. 4, Hemmelighet (Geheimnis)
- Nr. 5, Hun danser (Sie tanzt)
- Nr. 6, Hjemve (Heimweh)

Buch 7, Op. 62 (komponiert 1893 (?)–1895, veröffentlicht 1895)
- Nr. 1, Sylfide (Sylphide)
- Nr. 2, Takk (Dank)
- Nr. 3, Fransk serenade (französische Serenade)
- Nr. 4, Bekken (Bächlein)
- Nr. 5, Drømmesyn (Traumgesicht)
- Nr. 6, Hjemad (Heimwärts)

Buch 8, Op. 65 (komponiert 1896, veröffentlicht 1897)
- Nr. 1, Fra ungdomsdagene (Aus jungen Tagen)
- Nr. 2, Bondens sang (Lied des Bauern)
- Nr. 3, Tungsinn (Melancholie)
- Nr. 4, Salong (Salon)
- Nr. 5, I balladetone (Im Balladenton)
- Nr. 6, Bryllupsdag på Troldhaugen (Hochzeitstag auf Troldhaugen)

Buch 9, Op. 68 (komponiert 1898–1899, veröffentlicht 1899)
- Nr. 1, Matrosenes oppsang (Matrosenlied)
- Nr. 2, Bestemors menuet (Großmutters Menuett)
- Nr. 3, For dine føtter (Zu deinen Füßen)
- Nr. 4, Aften på højfjellet (Abend im Hochgebirge)
- Nr. 5, Bådnlåt (An der Wiege)
- Nr. 6, Valse mélancolique (Melancholischer Waltzer)

Buch 10, Op. 71 (komponiert und veröffentlicht 1901)
- Nr. 1, Det var engang (Es war einmal)
- Nr. 2, Sommeraften (Sommerabend)
- Nr. 3, Småtroll (Kobold)
- Nr. 4, Skogstillhet (Waldesstille)
- Nr. 5, Halling (Norwegischer Tanz)
- Nr. 6, Forbi (Vorüber)
- Nr. 7, Efterklang (Nachklänge)

## Charakter
Griegs lyrische Stücke weisen oft volkstümliche, nordische Elemente auf; fast durchgehend findet sich eine melancholische, schwermütige Stimmung, mit häufigen Wechseln von simplen, urtümlich klingenden Weisen im Tanzrhythmus zu zarteren, poetischen, anmutigen Passagen, die bereits einem frühen Impressionismus zugeordnet werden können. Außerdem verwendet Grieg abwechslungsreiche Ausdrucksformen der Klangmalerei, wie z. B. in „Glockengeläute“ oder „Sommerabend“.
Das erste der lyrischen Stücke (Arietta op. 12, Nr. 1) und das letzte (Nachklänge op. 71, Nr. 7) basieren auf demselben Thema und fungieren als Eckwerke des gesamten Zyklus.